# Kazimierz Długopolski
Kazimierz Długopolski (ur. 6 lipca 1950 w Zakopanem) – polski zawodnik kombinacji norweskiej. Przez 15 lat był zawodnikiem kadry narodowej w tej dyscyplinie. Mieszka w Witowie. Trener skoków narciarskich i kombinacji norweskiej, wszechstronny narciarz klubów zakopiańskich, 8-krotny  mistrz Polski: w kombinacji norweskiej (1977), w skokach na skoczni 90 m (1978) i w sztafecie 4 × 10 km (1973, 1976, 1978, 1980, 1982, 1984 ). 7-krotny  wicemistrz kraju: w kombinacji norweskiej (1972-1973,1976,1978-1979,1981) i w skokach na skoczni 90 m. (1974). Olimpijczyk z Sapporo (1972) i Lake Placid (1980), 4-krotny zwycięzca Memoriału B. Czecha i H. Marusarzówny (1971, 1973, 1975, 1978 – kombinacja norweska). Sędzia międzynarodowy w skokach narciarskich i kombinacji norweskiej.
Jego największym sukcesem jest 9. miejsce na Mistrzostwach Świata w Lahti (1978). Uczestniczył też w Mistrzostwach Świata w Falun w 1974 (13. miejsce). Indywidualnie zdobył dwa tytuły mistrza Polski – w kombinacji norweskiej (1977) i w skokach narciarskich (skocznia K-90, 1974), był również sześciokrotnie mistrzem kraju w sztafecie 4 × 10 km.
Jego synem jest polski skoczek narciarski Krystian Długopolski.

## Kariera trenerska
Długopolski rozpoczął pracę jako trener w 1984. Był związany z SKS Start Zakopane, na którego bazie w 2003 powstał klub Start/Krokiew Zakopane, gdzie kontynuował pracę. W sezonie 2002/2003 pracował z kadrą C (młodzieżową). W sezonie 2006/2007 trafił do polskiej kadry B w skokach jako trener współpracujący. W 2009 Start/Krokiew została rozwiązana, a Długopolski zaczął trenować w klubie AZS Zakopane.
Był pierwszym trenerem m.in. Grzegorza Sobczyka, Macieja Kota, Andrzeja Stękały, Wojciecha Topora, Jakuba Kota i Krzysztofa Miętusa.
21 września 2019, podczas gali z okazji 100-lecia PZN, Ministerstwo Sportu i Turystyki przyznało Długopolskiemu Złotą Odznakę „Za zasługi dla sportu”.